# Лебеденко, Александр Викторович
Александр Викторович Лебеденко (укр. Олександр Вікторович Лебеденко; род. 13 августа 1989, Краснополье, Сумская область) — украинский футболист, полузащитник клуба «Виктория».

## Биография
Родился 13 августа 1989 г. в пгт Краснополье Сумской области. Начал заниматься футболом в родном поселке, в чемпионатах ДЮФЛУ с 2001 по 2006 год выступал в краснопольском «Яворе».
В 2007 году подписал свой первый профессиональный контракт с тем же «Явором», цвет которого защищал до 2009 года. За это время во Второй лиге сыграл 75 матчей и забил 4 мяча, еще 1 матч за краснопольскую команду провел в кубке Украины. В 2009 году переехал в «Сумы», где защищал цвета местной команды. В чемпионатах Украины за сумчан сыграл 121 матч и забил 18 мячей, еще 6 матчей (1 гол) провел в кубке Украины.
В июле 2016 подписал годовой контракт с представителем Первой лиги чемпионата Украины мариупольским «Ильичёвцем», но уже зимой 2016/17 покинул команду.
5 февраля 2018 подписал контракт с харьковским «Гелиосом».

## Достижения
«Сумы»
- Победитель Второй лиги Украины: 2011/12

«Ильичёвец»
- Победитель Первой лиги Украины: 2016/17